# Lince Ibérico
| Lince Ibérico | Lince Ibérico             |
| ------------- | ------------------------- |
| Nennwert:     | 1,5 Euro                  |
| Metall:       | Gold                      |
| Feingewicht:  | 1 Feinunze                |
| Durchmesser:  | 37 mm                     |
| Rand:         | glatt                     |
| Prägejahre:   | 2021                      |
| Vorderseite   |                           |
|               |                           |
| Motiv:        | Motiv des Spanischen Real |
| Rückseite     |                           |
|               |                           |
| Motiv:        | Iberischer Luchs          |

Der Lince Ibérico (deutsch Iberischer Luchs), auch Lince de oro oder Doblón español, ist eine Goldmünze des Königreichs Spanien, die erstmals im Jahr 2021 geprägt wurde. Die Prägung hat Sammlerqualität (Reverse Proof), wobei die Motive spiegelblank sind und der Hintergrund matt.
Für die Erstausgabe im Jahr 2021 wurde eine maximale Prägeauflage von 12.000 Münzen mit dem Regierungserlass ETD/890/20211 vom 12. August 2021, mit dem die Ausgabe, die Prägung und der Umlauf von Sammlermünzen zum Thema „Iberischer Luchs“ genehmigt wurde, gesetzlich festgelegt.

## Motive
Die Vorderseite zeigt die Motive und Legenden eines Real de a Ocho, einer Säulenmünze: zwei Halbkugeln unter einer Königskrone, flankiert von den Säulen des Herkules mit dem Motto PLUS VLTRA, der Devise des spanischen Wappens, alles über einem bewegten Meer. Oben erscheint in radial angeordneten Versalien die Legende FELIPE VI REY DE ESPAÑA (= Felipe VI. König von Spanien). Am unteren Rand der Münze steht, ebenfalls in radialer Anordnung, die Legende 1 ONZA 999,9 ORO. Der Rand der Münze wird von einer Art Perlkreis gebildet.
Auf der Rückseite ist der Kopf eines iberischen Luchses abgebildet. Auf der linken Seite befinden sich das Münzzeichen und das Ausgabejahr 2021. Oben auf der Münze steht in zwei Zeilen der Nennwert 1,5 EURO, unten die Legende LINCE IBÉRICO (Iberischer Luchs). Der Rand der Versoseite wird von einem Perlkreis gebildet.

## Nachfolger
2022
Im Jahr 2022 wurde der Bulle zum Verkauf angeboten, mit einer maximalen Auflage von 15.000 Exemplaren und den gleichen Eigenschaften und dem gleichen Wert wie die Lince-Münze. Man geht davon aus, dass es sich um die gleiche Münzserie handelt, allerdings wurde das Motiv zu einem Kampfstier geändert und die Säule auf der Vorderseite wurde neu gestaltet.
Ebenfalls im Jahr 2022 wurde eine 1/10-Unzen-Münze mit einem dem Lince ähnlichen Design, aber einem Wert von 15 Cent, zum Verkauf angeboten.
2023
Im Jahr 2023 wurde das Kartäuserpferd mit einer maximalen Auflage von 12.000 Exemplaren und den gleichen Eigenschaften und dem gleichen Wert wie die beiden vorherigen Unzenmünzen zum Verkauf angeboten. Das auf der Vorderseite verwendete Säulenmuster war das gleiche wie auf dem Bullen, so dass dieses Design für die Serie maßgeblich war.
Ebenfalls im Jahr 2023 wurde eine 1/10-Unzen-Münze zum Verkauf angeboten, deren Design dem Bullen ähnelte, jedoch einen Wert von 15 Cent hatte.

## Belege
1. ↑  Orden ETD/890/2021, de 12 de agosto, por la que se acuerda la emisión, acuñación y puesta en circulación de monedas de colección dedicadas al „Lince Ibérico“, Gobierno de Espagna, Agencia Estatal Boletín Oficial del Estado, abgerufen am 15. Januar 2022.